# Atle Skårdal
Atle Skårdal, född 17 februari 1966 i Lunde, Telemark, Norge, är en norsk före detta  alpin skidåkare. Skårdal var fartspecialist med störtlopp och super-G som favoritgrenar. Han vann super-G-cupen 1996.

## Världscupsegrar
| Datum             | Plats       | Gren      |
| ----------------- | ----------- | --------- |
| 20 januari, 1990  | Kitzbühel   | Störtlopp |
| 17 mars, 1990     | Åre         | Störtlopp |
| 15 december, 1990 | Val Gardena | Störtlopp |
| 15 mars, 1991     | Lake Louise | Störtlopp |
| 27 februari, 1993 | Whistler    | Störtlopp |
| 12 mars, 1994     | Whistler    | Störtlopp |
| 10 december, 1995 | Val d'Isère | Super-G   |